# Ismail Al-Ajmi
Ismail Al-Ajmi (en árabe: اسماعيل بن سليمان العجمي‎; Al-Khaburah, Omán, 9 de junio de 1984) es un exfutbolista de Omán que jugaba en la posición de delantero.

## Carrera

### Club
| Periodo   | Club             |
| --------- | ---------------- |
| 2004-2006 | Muscat Club      |
| 2006-2007 | Al-Shamal SC     |
| 2007-2008 | Umm-Salal SC     |
| 2008–2011 | Al Kuwait Kaifan |
| 2011–2012 | Kazma SC         |
| 2012–2013 | Al-Faisaly FC    |
| 2013–2014 | Al-Nasr SC       |
| 2014      | Saham Club       |
| 2015–2016 | Al-Nahda Club    |
| 2016–2017 | Al-Khaboora SC   |

### Selección nacional
Jugó para Omán en 84 ocasiones de 2006 a 2014 y anotó 15 goles; participó en la Copa Asiática 2007, dos ediciones de los Juegos Asiáticos, cuatro ediciones de la Copa de Naciones del Golfo y dos eliminatorias mundialistas.

## Logros

### Club
- Copa AFC (1): 2009
- Copa Federación de Kuwait (1): 2009-10

### Individual
- Goleador de la Liga Profesional de Omán en 2005-06.

## Estadísticas

### Goles con selección nacional
| #  | Fecha      | Sede                                              | Rival                  | Marcador | Resultado | Torneo                                               |
| -- | ---------- | ------------------------------------------------- | ---------------------- | -------- | --------- | ---------------------------------------------------- |
| 1  | 28-12-2005 | Surakul Stadium, Phuket, Tailandia                | Letonia                | 1–1      | 1-2       | 2005 King's Cup                                      |
| 2  | 1-3-2006   | Royal Oman Police Stadium, Mascate, Omán          | Jordania               | 2–0      | 3–0       | Clasificación para la Copa Asiática 2007             |
| 3  | 16-8-2006  | Jinnah Sports Stadium, Islamabad, Pakistán        | Pakistán               | 4–1      | 4–1       | Clasificación para la Copa Asiática 2007             |
| 4  | 6-9-2006   | Sultan Qaboos Sports Complex, Mascate, Omán       | Pakistán               | 3–0      | 5–0       | Clasificación para la Copa Asiática 2007             |
| 5  | 11-10-2006 | Sultan Qaboos Sports Complex, Mascate, Omán       | Emiratos Árabes Unidos | 2–0      | 2–1       | Clasificación para la Copa Asiática 2007             |
| 6  | 28-6-2007  | Singapur                                          | Corea del Norte        | 2–2      | (P)2-2    | Amistoso                                             |
| 7  | 21-11-2007 | Mascate, Omán                                     | Kenia                  | 1–0      | 2-2       | Amistoso                                             |
| 8  | 26-3-2008  | Rajamangala Stadium, Bangkok, Tailandia           | Tailandia              | 1–0      | 1–0       | Clasificación para la Copa Mundial de Fútbol de 2010 |
| 9  | 14-6-2008  | Bahrain National Stadium, Riffa, Baréin           | Baréin                 | 1–1      | 1–1       | Clasificación para la Copa Mundial de Fútbol de 2010 |
| 10 | 10-9-2008  | Mascate, Omán                                     | Zimbabue               | 2–1      | 3–2       | Amistoso                                             |
| 11 | 6-1-2010   | Gelora Bung Karno Stadium, Tanah Abang, Indonesia | Indonesia              | 2–1      | 2–1       | Clasificación para la Copa Asiática 2011             |
| 12 | 23-7-2011  | Seeb Stadium, Seeb, Omán                          | Birmania               | 2–0      | 2–0       | Clasificación para la Copa Mundial de Fútbol de 2014 |
| 13 | 23-2-2012  | Sultan Qaboos Sports Complex, Mascate, Omán       | India                  | 2–0      | 5–1       | Amistoso                                             |
| 14 | 23-2-2012  | Sultan Qaboos Sports Complex, Mascate, Omán       | India                  | 3–0      | 5–1       | Amistoso                                             |
| 15 | 4-6-2013   | Sultan Qaboos Sports Complex, Mascate, Omán       | Irak                   | 1–0      | 1–0       | Clasificación para la Copa Mundial de Fútbol de 2014 |